# Cecidomyia fuscicollis
Cecidomyia fuscicollis är en tvåvingeart som först beskrevs av Johann Wilhelm Meigen 1818.  Cecidomyia fuscicollis ingår i släktet Cecidomyia och familjen gallmyggor.
Artens utbredningsområde är Tyskland. Inga underarter finns listade i Catalogue of Life.